# Bambouseraie

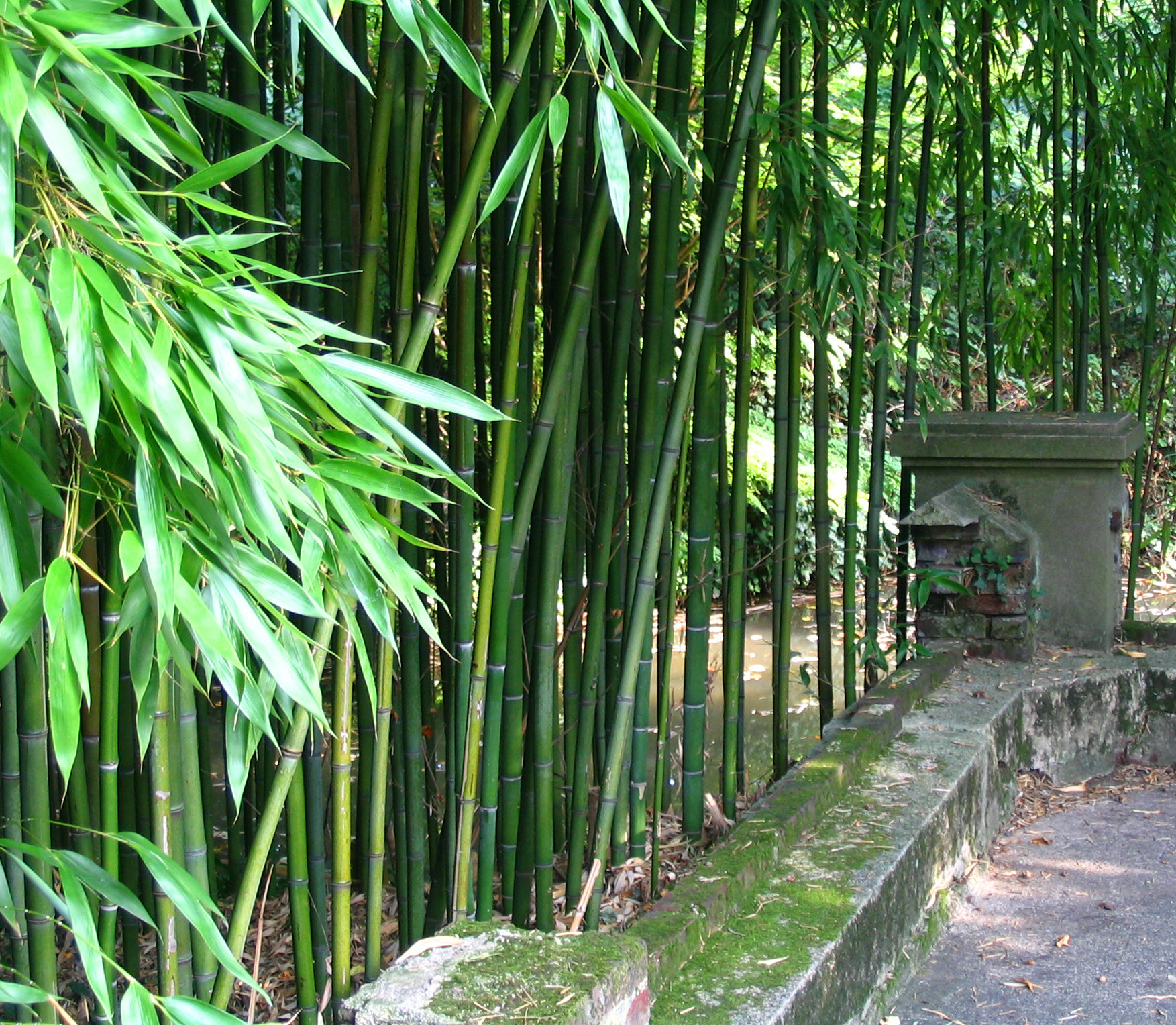
Vestiges de la bambouseraie du Jardin tropical de Paris, aménagée en 1907.

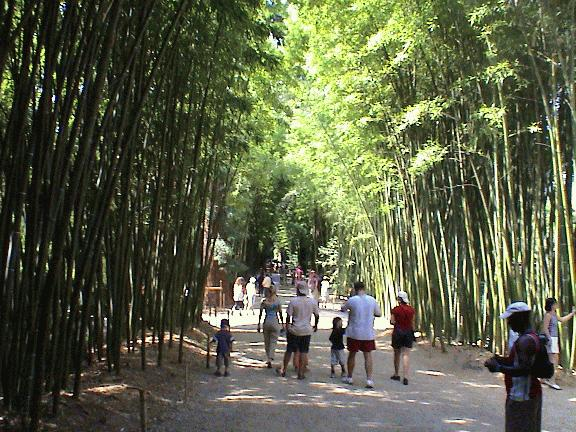
Allée principale de la bambouseraie de Prafrance à Anduze.

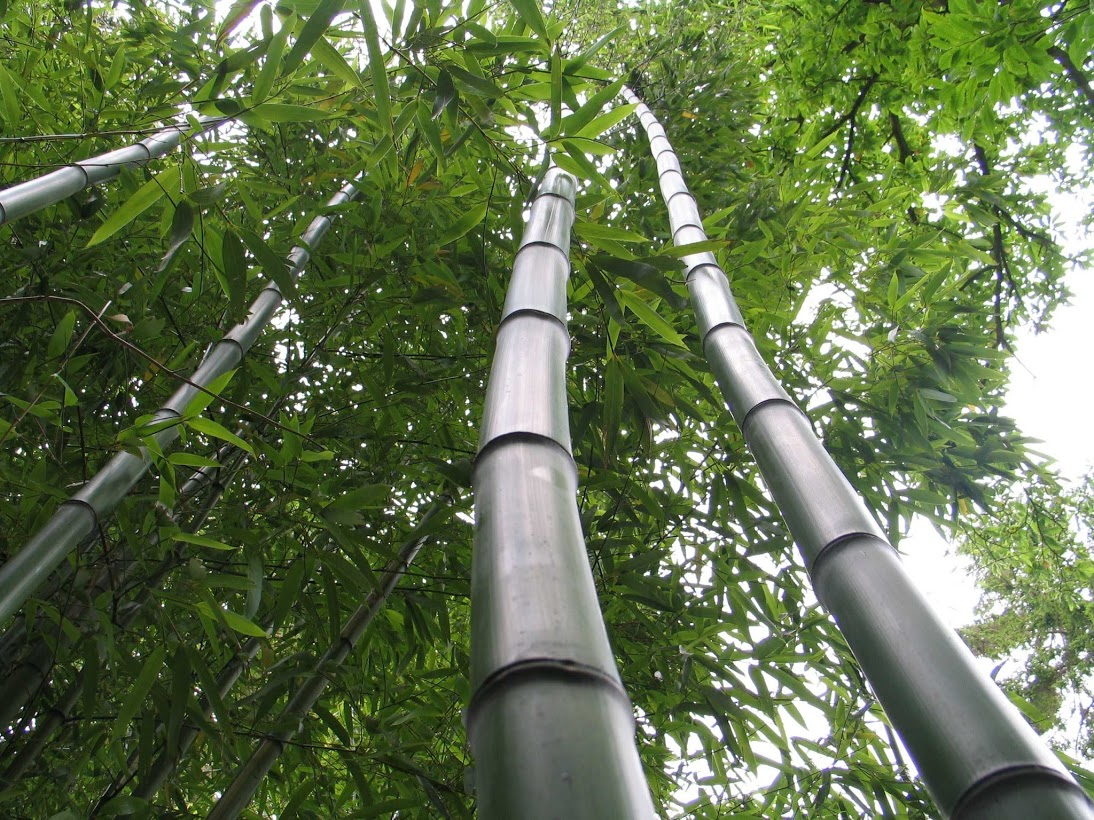
Bambous géant Le Jardin Jungle Karlostachys à Eu.

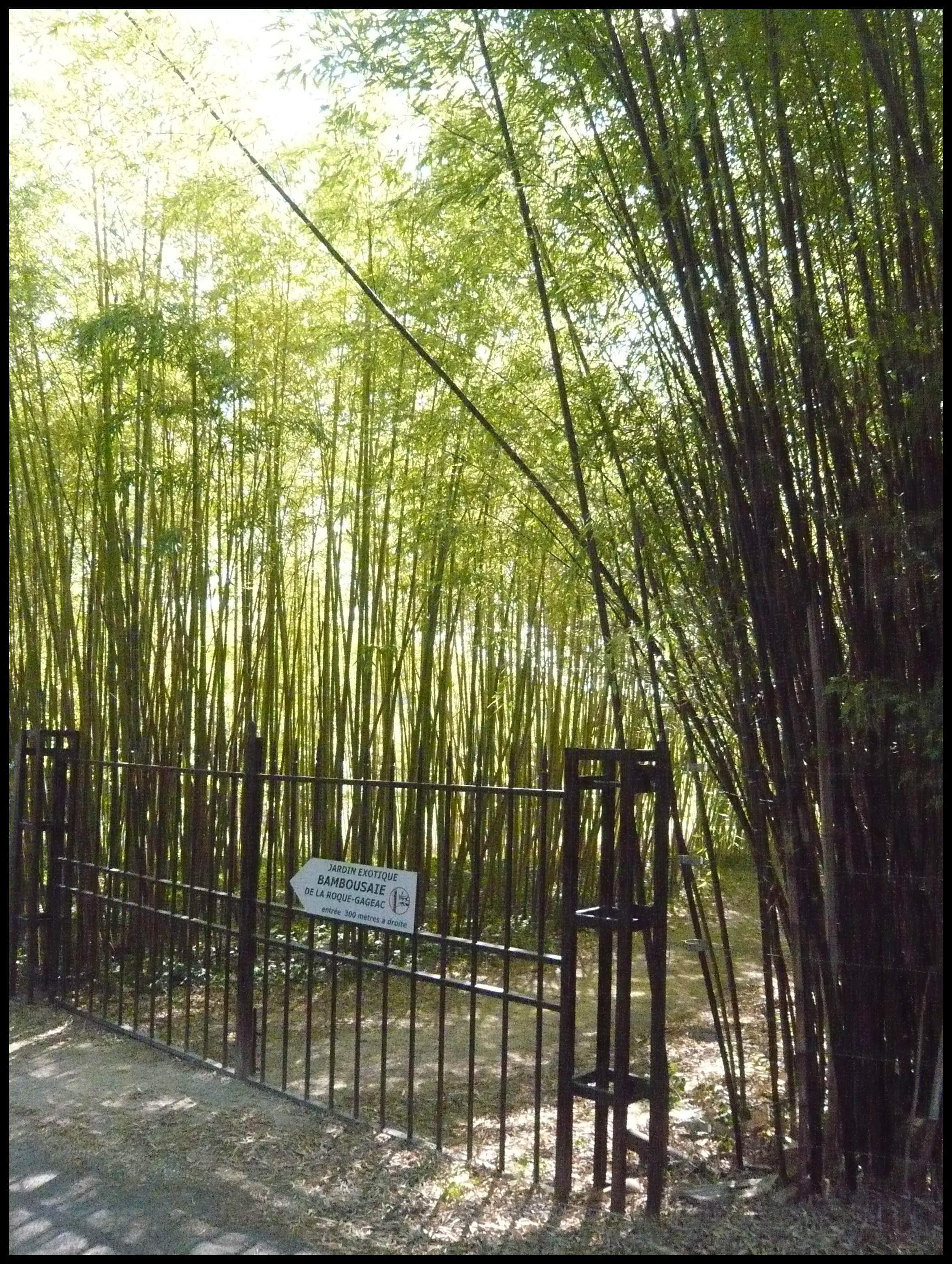
Bambousaie de La Roque-Gageac en Dordogne Entrée secondaire

Une bambouseraie est un parc où l'on cultive  différentes variétés de bambous. 
Les dictionnaires conseillent plutôt d'employer le  terme  bambusaie.

## Liste de bambouseraies
- Bambouseraie de Prafrance aussi connue comme « bambouseraie d'Anduze », aux portes des Cévennes
- Bambuparque de São Teotonio (Portugal) (plus de 100 espèces), membre du réseau WWOOF, visites sur rendez-vous.
- Bambouseraie de Toni Grieb à Cudrefin (Suisse) (200 espèces), jardin privé, ne se visite pas
- Bambouseraie du Jardin tropical de Paris
- Bambouseraie des Jardins botaniques royaux de Kew, près de Londres
- Le Jardin Jungle Karlostachys (plus de 300 espèces et variétés de Bambous), visites sur rendez-vous.
- Une bambouseraie en Lorraine à Xirocourt
- Bambou de muriel, aux pieds des Alpilles, à Eyguières, (70 variétés), visites sur rendez-vous.
- Parc aux Bambous de Lapenne en Ariège.
- Bambouseraie à Faverelles Loiret, France
- Bambouseraie Brisson Joan à Matha Charente-Maritime, France (plus de 55 variétés), visites sur rendez-vous.
- Bambousaie de La Roque-Gageac en Dordogne.
- Bambousaie: "La Bambusaie du guillaume", Située dans les hauteurs de Saint-Paul à 1000m d'altitude, à La Réunion s'étalant sur 2,5 ha. 160 variétés de Bambous tropicaux et tempérés y sont élevées.
- Bambouseraie d'Arashiyama: "La forêt de bambous géants de Sagano" à Kyoto, au Japon.

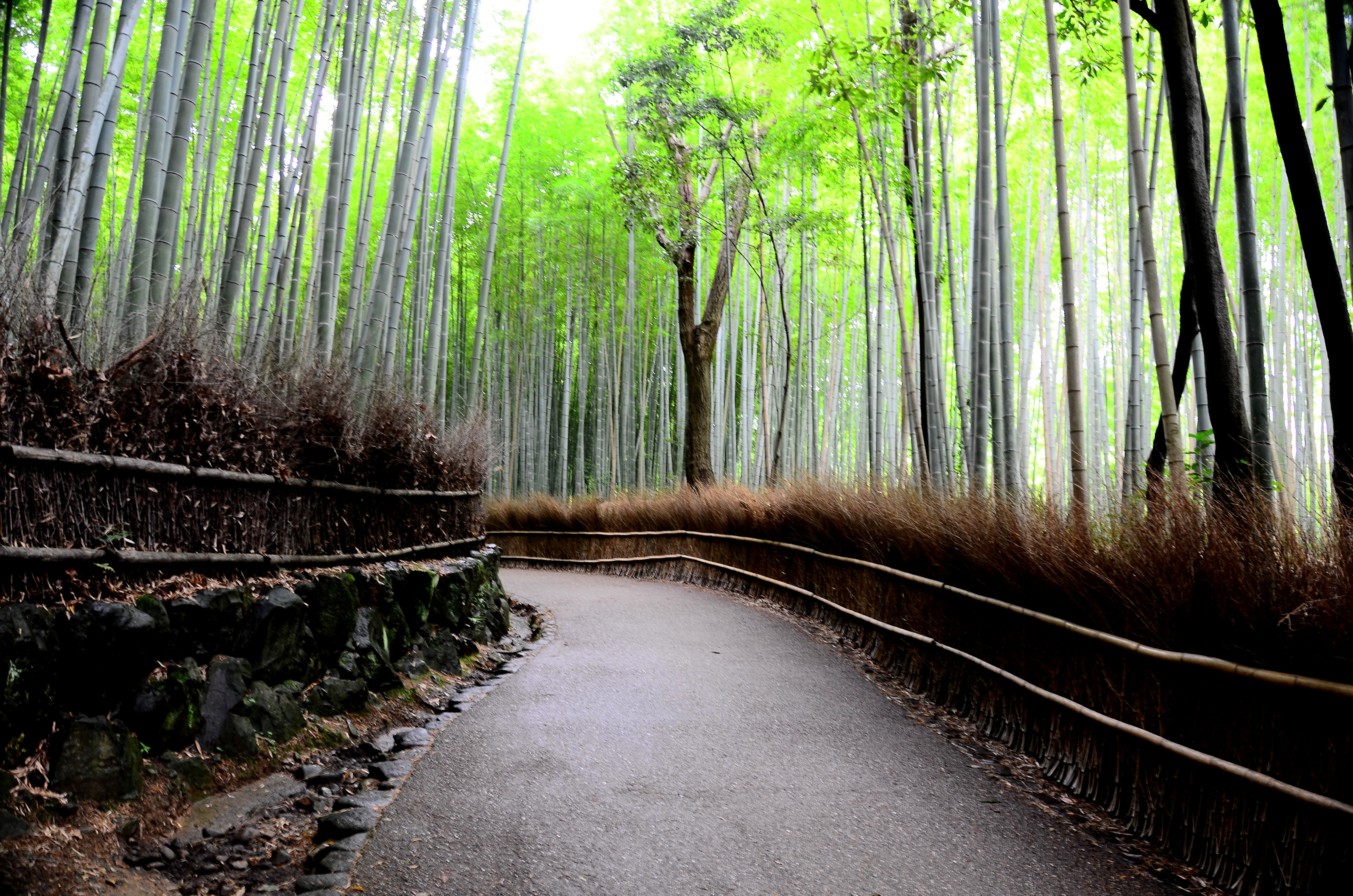
Bien que le bambou ne soit pas un arbre du point vue botanique, on parle de forêt de bambou (Arashiyama, Kyoto, Japon).